# نفل مطمور

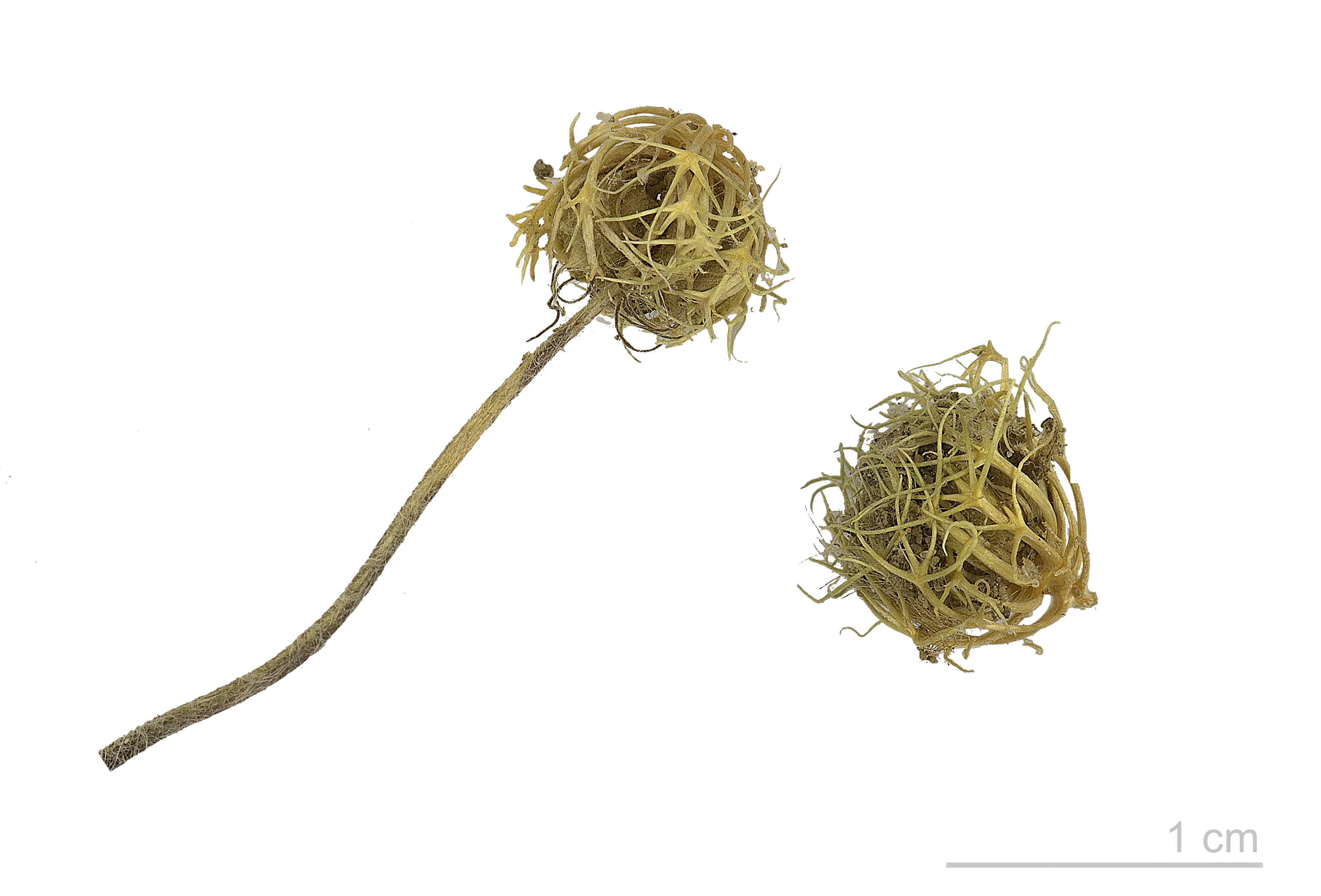
Trifolium subterraneum

النفل المطمور (باللاتينية: Trifolium subterraneum) هو أحد الأنواع في جنس النفل من الفصيلة البقولية. يتميز عن غيره من أنواع النفل بإنتاج الثمار تحت وفوق الأرض، وهو بذلك يشبه الفستق السوداني الذي ينتج ثماره تحت الأرض.

## الموئل والانتشار
ينتشر في بلاد الشام والمغرب العربي وقبرص وتركيا والقوقاز ومعظم مناطق أوروبا.

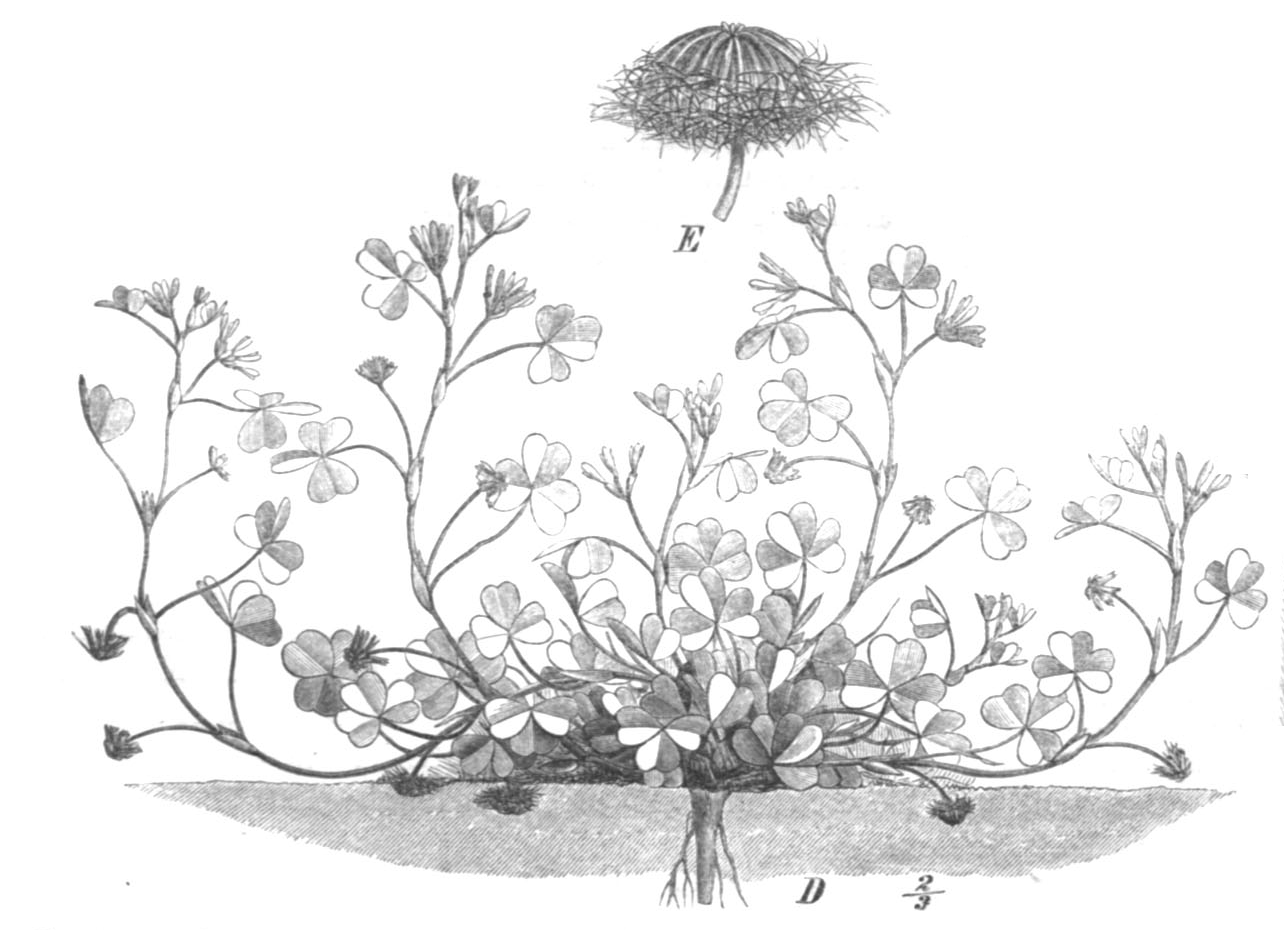
رسم توضيحي لنبات النفل المطمور

## مرادفات للاسم العلمي
- (باللاتينية: Calycomorphum subterraneum (L.) C. Presl)